# Fife
Fife (en gaélico escocés: Fìobha) es un concejo de Escocia (Reino Unido). Está situado entre el fiordo de Tay y el de Forth y limita con los concejos de Perth and Kinross y Clackmannanshire. Es el tercer concejo unitario de Escocia más poblado, concentrándose la tercera parte de la población en tres ciudades, Kirkcaldy, Dunfermline y Glenrothes, siendo esta última la capital administrativa.

## Historia
Históricamente fue uno de los reinos pictos de la zona central de Escocia, conocido como Fib. Por esta razón Fife es conocido comúnmente como Reino de Fife. Hasta 1975 fue uno de los condados históricos en que estaba dividida Escocia, en algunas ocasiones llamado Fifeshire. Desde 1975 hasta 1996 formó una de las regiones de Escocia y dividida en tres distritos, Dunfermline, Kirkcaldy y North-East Fife. En 1996 fue creado el concejo de Fife, manteniendo las mismas fronteras.

## Cultura
El lugar más conocido de Fife es St Andrews, enclave histórico de importancia con un castillo y una catedral medievales, hoy en ruinas, un histórico campo de golf (el Old Course de St Andrews) y una de las universidades más importantes del Reino Unido. El circuito de Knockhill también se encuentra en la región de Fife.

## Localidades con población (año 2016)
- Aberdour 1,710
- Anstruther 3,810
- Auchtermuchty 2,110
- Ballingry 5,740
- Balmullo 1,370
- Blairhall 950
- Buckhaven 4,220
- Burntisland 6,590
- Cairneyhill 2,400
- Cardenden 5,420
- Carnock 760
- Ceres 950
- Coaltown of Balgonie 1,000
- Coaltown of Wemyss 680
- Comrie 790
- Cowdenbeath 11,640
- Crail 1,680
- Crossford 2,360
- Crossgates 2,610
- Culross 2,300
- Cupar 9,020
- Dalgety Bay 10,050
- Dunfermline 53,100
- East Wemyss 1,960
- Elie and Earlsferry 700
- Falkland 1,150
- Freuchie 1,240
- Gauldry 660
- Glenrothes 38,510
- Guardbridge 750
- High Valleyfield 2,300
- Inverkeithing 4,890
- Kelty 6,730
- Kennoway 4,610
- Kincardine 2,750
- Kinghorn 2,840
- Kinglassie 1,900
- Kingseat 750
- Kingskettle 1,040
- Kirkcaldy 50,010
- Ladybank 1,470
- Leslie 3,060
- Leuchars 2,340
- Leven 9,040
- Limekilns 1,410
- Lochgelly 7,320
- Lower Largo 1,920
- Markinch 2,420
- Methil 10,800
- Newburgh 2,120
- Newport-on-Tay 4,310
- North Queensferry 1,060
- Oakley 2,260
- Pittenweem 1,440
- Rosyth 13,780
- Saline 1,080
- Springfield 960
- St Andrews 17,580
- St Monans 1,190
- Strathkinness 800
- Strathmiglo 910
- Tayport 3,810
- Thornton 2,020
- Torryburn 1,020
- Townhill 1,180
- Windygates 1,860[5]